# جبل ريحانة - جبل غولاب
محمية جبل ريحانة - جبل غولاب هي محمية طبيعية أُنشئت عام 2010 وتُغطي مساحة 200 هكتارًا في جبلي ريحانة وغُولاب في ولاية سيدي بوزيد وسط تونس.